# Pekka Hiltunen
Pekka Hiltunen (* 1966 Oulu) je finský spisovatel, autor detektivně-psychologických románů, novinář.

## Život
Narodil se roku 1966 v Oulu, studoval na univerzitě v Tampere. Pracuje jako novinář a redaktor v Helsingin Sanomat, Kuukausiliite, Me Naiset nebo Kodin kuvalehti. Byl taktéž redaktorem novin Image a zajímá se o britské noviny. Od roku 2012 je hlavním redaktorem cestovatelských novin Mondo (vychází 11 x ročně).

## Dílo
Finské pouto i Černé ticho jsou obratně napsané psycho-thrillery odehrávající se v Londýně. Knihy na sebe navazují. Hlavními hrdinkami jsou dvě Finky Lia a Mari, které se z přestěhovaly do Londýna. Mari vlastní Studio, s pomocí kterého se snaží řídit svět kolem sebe dle svých představ a bojovat proti zlu na vlastní pěst. Studio zastavuje zločince nebo pomáhá lidem, kteří se dostali do potíží. Mari má totiž zvláštní schopnost vidět v lidech i to, co se neodvažují říct. I když se to Lie zpočátku nelíbí a brání se tomu, Studio se stává její druhou rodinou.
Během práce ve Studiu se z Liy (tiché Finky, která si ostatních lidí moc nevšímá) stává ostražitá žena, která pečlivě sleduje své okolí, snaží se odhalit povahu lidí, se kterými se stýká. Postupně také získáváme její psychologický profil, dozvídáme se o jejích pocitech, trápeních a tajemstvích. Hrdince Mari se Hiltunen věnuje až v druhém pokračování a v prvním díle je až dokonce jakousi tajemnou a záhadnou ženou, která je vždy o krok napřed.
Děj příběhu není tolik důležitý, jako spíše popis myšlenek a pocitů Finek žijících v jiné zemi. Nevidí Finsko jako zemi zaslíbenou a mnohem raději a spokojeněji žijí v Londýně, daleko od všeho finského. I když jsou rády tam, kde jsou a mluví spolu zásadně anglicky (z finštiny používají pouze několik málo slov, která nemají v angličtině přesný ekvivalent), občas podléhají finskému zvyku a opijí se téměř do němoty. Alkohol ale v jejich životě nehraje nijak zásadní roli. Děj získává větší prostor až v druhé polovině, kdy je případ po dlouhých úvahách a přípravách rychle vyřešen.
V Černém tichu, volném pokračování tohoto thrilleru, se hrdinky dostávají k vyšetřování série promyšlených vražd, které jsou spojené s podivnými videi. Čtenář může sledovat, jak kousek po kousku odhalují plán vražd a jak se podílí na odhalení vraha. Během vyšetřování také přijdou o jednoho z členů týmu, což Mari velice zasáhne a Lia se rozhodne se jí dostat více pod kůži a dozvědět se více o jejím dětství, o tom jaká je a důvodech její současné činnosti. V Černém tichu můžeme taktéž mezi řádky vyčíst varování před sociálními sítěmi, sdílením dat a virtuální realitou. Na druhou stranu mohou všechny tyto věci velice dobře posloužit k dobré věci. Je však třeba užívat je s rozvahou.
ISO je nejnovější Hiltunenův román, který zatím nebyl přeložen do češtiny. Hlavní hrdinou je Anni, akademicky vzdělaná žena, která zůstane kvůli své přílišné tloušťce bez práce. Hrozí jí operativní podvázání žaludku. Anni se proti tomu vzbouří a začne o svých problémech mluvit. Nejprve na setkání své terapeutické skupiny, později i veřejně pro větší společnost.

## Seznam děl
- 2011 - Vilpittömästi sinun (česky Finské pouto, r. 2013)
- 2012 – Sysipimeä (česky Černé ticho, r. 2014)
- 2013 – ISO

## Ocenění
- 2010 – ocenění Writing editor
- 2012 – Kaarlen palkinto - za knihu Vilpittömästi sinun
- 2012 – Vuoden johtolanka – za nejlepší debut za knihu Vilpittömästi sinun
- nominace: Helsingin Sanomat Literature Prize a Nordic Glass Key Award za Finské pouto